# С поделена любов
„С поделена любов“ е съветско-български игрален филм (драма) от 1980 година на режисьора Сергей Микаелян, по сценарий на Екатерина Гумнерова и Рустам Ибрагимбеков. Оператор е Леонид Калашников.

## Актьорски състав
- Симеон Морозов – Костя Коротков
- Велко Кънев – Петко Тошев
- Росица Петрова – Милена
- Вероника Изотова – Наташа
- Борислав Брондуков – Акимич
- Пьотър Счербаков – Шадибин
- Виктор Сергачьов – Полупалов
- Георги Русев – Колев
- Богомил Симеонов – Модев
- Татяна Конюхкова – Макеева
- Стефан Костов – Кирамидаров
- Петър Гюров
- Стоян Гъдев